# Idaea oberthuri
Idaea oberthuri là một loài bướm đêm trong họ Geometridae.